# Discografia de RBD
A discografia de RBD, um grupo vocal mexicano de música pop, consiste em seis álbuns de estúdio, cinco álbuns de compilação, seis ao vivo, três extended plays, dois box sets e 21 singles lançados, além de onze promocionais. Criado a partir da telenovela mexicana Rebelde (2004—06), o sexteto lançou através da distribuidora fonográfica EMI em novembro de 2004, o álbum de estreia, Rebelde. Tal material chegou ao topo do México e se tornou o mais vendido de 2005, onde recebeu o certificado de disco de diamante e registrou vendas superiores a 500 mil cópias. No mundo, Rebelde alcançou um enorme sucesso comercial, vendendo entorno de 1,5 milhões de unidades e posicionando-se nas tabelas musicais do Brasil, Croácia, Espanha e Estados Unidos. O primeiro single, "Rebelde", atingiu o topo das tabelas do Chile, El Salvador, Guatemala e México, além de receber um disco de ouro pela Pro-Música Brasil (PMB). Os demais singles do disco, "Sólo quédate en silencio" e "Sálvame", também se tornaram sucessos internacionais; o primeiro se posicionou dentro dos dez melhores lugares em cinco países, enquanto o último supracitado chegou ao cume da Costa Rica e foi o segundo número um do grupo na Guatemala.
O segundo material de estúdio da banda, Nuestro amor, teve um enorme êxito a nível mundial, acumulando mais de 1,1 milhão de unidades faturadas em sua totalidade. Tendo inclusive alcançado o cume do México e da parada latina de álbuns do Estados Unidos, recebendo o certificado de disco de platina por duas vezes no último. No Brasil, vendeu exatas 271 mil cópias e em países europeus, como Espanha e Romênia, registrou entre 80 a 10 mil unidades vendidas, respectivamente. "Nuestro amor" e "Aún hay algo" foram lançados como os dois principais singles do álbum, tendo ambos alcançado um sucesso comercial nas tabelas musicais da América Latina. Também foram lançados os álbuns ao vivo Tour Generación RBD En Vivo (2005) e Live in Hollywood (2006), registros da Tour Generación RBD, tendo ambos alcançado um sucesso comercial moderado nas paradas musicias. O terceiro trabalho de estúdio de RBD, Celestial (2006), obteve o melhor desempenho do grupo na Billboard 200 dos EUA, que em seus quatro primeiros dias de liberação a obra comercializou 137 mil unidades e estreou na 15.ª colocação — além de ser a maior estreia de um álbum latino de 2006 no pais. "Ser o parecer", o primeiro single do disco, foi igualmente bem sucedido, classificando-se nas dez melhores posições em sete países. Paralelamente, a EMI Brasil relançou os três primeiros álbuns do RBD, com canções regravadas em português, sendo eles: Rebelde (Edição Brasil), Nosso Amor Rebelde e Celestial (Versão Brasil).
Rebels foi lançado em dezembro de 2006 como o quarto álbum de estúdio de RBD, tendo alcançado a segunda colocação no México. Todavia, se sucedeu bem em outros lugares, inclusive na Espanha, onde estreou na terceira colocação, e seguidamente chegou ao cume, além de receber o certificado de disco de ouro. O single "Tu amor", um cover da versão original pelo cantor Jon B, conferiu ao grupo a sua posição mais alta nos Estados Unidos. Empezar desde cero, o quinto álbum de estúdio de RBD, alcançou o quarto posto no México, além de registrar 102 mil unidades vendidas em território estadunidense. Apenas três singles foram lançados do disco, dos quais "Empezar desde cero" e "Inalcanzable", conseguiram se posicionar dentro das dez melhores posições no país natal da banda. Ainda em 2008, foram lançadas três coletâneas músicas contendo os maiores êxitos do grupo; Best of RBD, Hits em Português e Greatest Hits. O último material discográfico lançado pelo sexteto, até então, Para olvidarte de mí (2009), figurou-se em apenas quatro tabelas musicais e obteve apenas um single, que leva o mesmo nome do material.
Em 2020, o RBD se reuniu pela primeira vez e lançou o single "Siempre he estado aquí", que chegou ao 11º posto no Mexico Airplay. No mesmo ano também foram lançados os box sets RBD: Edición limitada e Siempre Rebelde, e seguidamente o álbum ao vivo Ser O Parecer: The Global Virtual Union (En Vivo) (2021) e a faixa "Cerquita de ti" (2023). Até outubro de 2008, o grupo já havia vendido aproximadamente 14,9 milhões de discos e singles em todo o mundo, e entorno de dois milhões apenas nos EUA, de acordo com a Nielsen SoundScan. No Brasil, também são recordistas em vendas internacionais de discos, acumulando 2,4 milhões de unidades vendidas.

## Álbuns

### Álbuns de estúdio
| Álbum                                                                                                 | Detalhes do álbum                                                                                        | Posições de pico nas tabelas musicais | Posições de pico nas tabelas musicais | Posições de pico nas tabelas musicais | Posições de pico nas tabelas musicais | Posições de pico nas tabelas musicais | Posições de pico nas tabelas musicais | Posições de pico nas tabelas musicais | Posições de pico nas tabelas musicais | Vendas                                                                                       | Certificações                                                                  |
| Álbum                                                                                                 | Detalhes do álbum                                                                                        | MEX                                   | ARG                                   | BRA                                   | CRO                                   | ESP                                   | EUA                                   | EUA Latin                             | EUA Latin Pop                         | Vendas                                                                                       | Certificações                                                                  |
| --- | --- | ------------------------------------- | ------------------------------------- | ------------------------------------- | ------------------------------------- | ------------------------------------- | ------------------------------------- | ------------------------------------- | ------------------------------------- | -------------------------------------------------------------------------------------------- | ------------------------------------------------------------------------------ |
| Rebelde                                                                                               | - Lançamento: 30 de novembro de 2004 - Gravadora: EMI - Formatos: CD · download digital · vinil          | 1                                     | —                                     | 13                                    | 40                                    | 1                                     | 95                                    | 2                                     | 1                                     | - Mundo: 1 500 000 - BRA: 250 000 - CHL: 20 000 - ESP: 160 000 - EUA: 416 000 - MEX: 500 000 | - AMPROFON: Diamante+Ouro - PROMUSICAE: 2× Platina - RIAA: 4× Platina (Latino) |
| Nuestro amor                                                                                          | - Lançamento: 22 de setembro de 2005 - Gravadora: EMI - Formatos: CD · download digital · vinil          | 1                                     | —                                     | 1                                     | —                                     | 3                                     | 88                                    | 1                                     | 1                                     | - Mundo: 1 100 000 - BRA: 271 000 - COL: 10 000 - ESP: 80 000 - MEX: 160 000 - ROU: 10 000   | - AMPROFON: 3× Platina+Ouro - PROMUSICAE: Platina - RIAA: 2× Platina (Latino)  |
| Celestial                                                                                             | - Lançamento: 21 de novembro de 2006 - Gravadora: EMI - Formatos: CD · download digital · vinil          | 2                                     | —                                     | 8                                     | 37                                    | 2                                     | 15                                    | 1                                     | 1                                     | - CHL: 7 500 - ESP: 40 000 - EUA: 498 000 - MEX: 150 000                                     | - AMPROFON: Platina+Ouro - PROMUSICAE: Ouro                                    |
| Rebels                                                                                                | - Lançamento: 19 de dezembro de 2006 - Gravadora: EMI · Virgin - Formatos: CD · download digital · vinil | 2                                     | —                                     | 21                                    | —                                     | 1                                     | 40                                    | —                                     | —                                     | - EUA: 225 000                                                                               | - AMPROFON: Ouro                                                               |
| Empezar desde cero                                                                                    | - Lançamento: 20 de novembro de 2007 - Gravadora: EMI - Formatos: CD · download digital · vinil          | 4                                     | 17                                    | —                                     | 30                                    | 4                                     | 60                                    | 1                                     | 1                                     | - ESP: 40 000 - EUA: 102 000                                                                 | - AMPROFON: 4× Platina - CAPIF: Ouro - PROMUSICAE: Ouro                        |
| Para olvidarte de mí                                                                                  | - Lançamento: 10 de março de 2009 - Gravadora: EMI - Formatos: CD · download digital · vinil             | 3                                     | 10                                    | —                                     | —                                     | 17                                    | 192                                   | 6                                     | 3                                     |                                                                                              |                                                                                |
| Reedições                                                                                             | |                                       |                                       |                                       |                                       |                                       |                                       |                                       |                                       |                                                                                              |                                                                                |
| Rebelde: Edição Brasil                                                                                | - Lançamento: 1 de novembro de 2005 - Gravadora: EMI Brasil - Formatos: CD · download digital            | —                                     | —                                     | 8                                     | —                                     | —                                     | —                                     | —                                     | —                                     | - BRA: 250 000                                                                               |                                                                                |
| Nosso Amor Rebelde                                                                                    | - Lançamento: 22 de maio de 2006 - Gravadora: EMI Brasil - Formatos: CD · download digital               | —                                     | —                                     | 2                                     | —                                     | —                                     | —                                     | —                                     | —                                     |                                                                                              |                                                                                |
| Celestial: Versão Brasil                                                                              | - Lançamento: 4 de dezembro de 2006 - Gravadora: EMI Brasil - Formatos: CD · download digital            | —                                     | —                                     | —                                     | —                                     | —                                     | —                                     | —                                     | —                                     |                                                                                              |                                                                                |
| "—" denota itens que não conseguiram entrar nas tabelas musicais ou não foram lançados no território. | |                                       |                                       |                                       |                                       |                                       |                                       |                                       |                                       |                                                                                              |                                                                                |

### Álbuns ao vivo
| Tour Generación RBD En Vivo                                                                           | - Lançamento: 19 de julho de 2005 - Gravadora: EMI - Formatos: CD · DVD · download digital              | 1  | 18 | 13 | —   | 22 | 16 |              | - AMPROFON: Platina+Ouro - RIAA: Platina (Latino) |
| Live in Hollywood                                                                                     | - Lançamento: 4 de abril de 2006 - Gravadora: EMI - Formatos: CD · DVD · download digital               | 3  | 6  | 34 | 120 | 6  | 4  | - ECU: 1 430 | - AMPROFON: Ouro - RIAA: 2× Platina (Latino)      |
| Hecho en España                                                                                       | - Lançamento: 1 de outubro de 2007 - Gravadora: EMI · Virgin - Formatos: CD · DVD · download digital    | 21 | —  | 47 | —   | —  | —  |              |                                                   |
| Live in Brasília                                                                                      | - Lançamento: 2 de outubro de 2020 - Gravadora: Universal Music - Formatos: CD · DVD · download digital | —  | —  | —  | —   | —  | —  |              |                                                   |
| Ser O Parecer: The Global Virtual Union (En Vivo)                                                     | - Lançamento: 10 de junho de 2021 - Gravadora: Universal Music - Formatos: Download digital             | —  | —  | —  | —   | —  | —  |              |                                                   |
| Live in Rio                                                                                           | - Lançamento: 21 de julho de 2023 - Gravadora: Universal Music - Formatos: Download digital             | —  | —  | —  | —   | —  | —  |              |                                                   |
| "—" denota itens que não conseguiram entrar nas tabelas musicais ou não foram lançados no território. | |    |    |    |     |    |    |              |                                                   |

### Álbuns de compilação
| Álbum                                                                                                 | Detalhes do álbum                                                                             | Posições de pico nas tabelas musicais | Posições de pico nas tabelas musicais | Posições de pico nas tabelas musicais | Posições de pico nas tabelas musicais | Posições de pico nas tabelas musicais | Posições de pico nas tabelas musicais | Notas |
| Álbum                                                                                                 | Detalhes do álbum                                                                             | MEX                                   | CRO                                   | ECU                                   | ESP                                   | EUA Latin                             | EUA Latin Pop                         | Notas |
| --- | --------------------------------------------------------------------------------------------- | ------------------------------------- | ------------------------------------- | ------------------------------------- | ------------------------------------- | ------------------------------------- | ------------------------------------- | --- |
| RBD, la familia                                                                                       | - Lançamento: 14 de março de 2007 - Gravadora: EMI - Formatos: CD                             | —                                     | —                                     | —                                     | —                                     | —                                     | —                                     | - Lançado em apoio ao seriado RBD, la familia, a coletânea reúne várias canções do grupo utilizadas na trama, além da inédita "Quiero poder".                         |
| Best of RBD                                                                                           | - Lançamento: 23 de setembro de 2008 - Gravadora: EMI - Formatos: CD + DVD · download digital | 24                                    | 33                                    | 6                                     | 49                                    | —                                     | —                                     | - A coletânea de grandes êxitos do grupo, na qual incluem-se quinze canções lançadas como single, foi lançada após o anúncio de separação do sexteto.                 |
| Hits em Português                                                                                     | - Lançamento: 22 de outubro de 2008 - Gravadora: EMI Brasil - Formatos: CD                    | —                                     | —                                     | —                                     | —                                     | —                                     | —                                     | - Lançado exclusivamente no Brasil, o material contém quinze canções dos três álbuns do RBD gravados em língua portuguesa.                                            |
| Greatest Hits                                                                                         | - Lançamento: 25 de novembro de 2008 - Gravadora: EMI - Formatos: CD + DVD · download digital | —                                     | —                                     | —                                     | —                                     | 37                                    | 9                                     | - Lançamento exclusivamente nos Estados Unidos, o material contém os maiores êxitos do grupo, na qual incluem-se onze canções lançadas como single e uma faixa bônus. |
| Best of Remixes                                                                                       | - Lançamento: 15 de dezembro de 2009 - Gravadora: EMI Brasil - Formatos: CD                   | —                                     | —                                     | —                                     | —                                     | —                                     | —                                     | - Lançado exclusivamente no Brasil, o material contém remixagens de doze faixas do repertório do grupo.                                                               |
| "—" denota itens que não conseguiram entrar nas tabelas musicais ou não foram lançados no território. |                                                                                               |                                       |                                       |                                       |                                       |                                       |                                       | |

| Álbum           | Detalhes do álbum                                                                              | Notas                                                                                                  |
| --------------- | ---------------------------------------------------------------------------------------------- | --- |
| Plug & Play     | - Lançamento: 20 de março de 2008 - Gravadora: EMI - Formatos: Download digital                | - Lançado exclusivamente no iTunes, contém seis faixas apresentadas no especial acústico Plug n' Play. |
| RBD Medley Eras | - Lançamento: 10 de novembro de 2023 - Gravadora: Universal Music - Formatos: Download digital | - Lançamento contendo cinco canções apresentadas em medley na Soy Rebelde Tour.                        |

| Álbum                 | Detalhes do álbum                                                                       | Notas |
| --------------------- | --------------------------------------------------------------------------------------- | --- |
| RBD: Edición limitada | - Lançamento: 25 de setembro de 2020 - Gravadora: Universal Music - Formatos: CD        | - Lançado de forma limitada no México, contém todos os seis álbuns de estúdio do grupo.                                  |
| Siempre Rebelde       | - Lançamento: 27 de novembro de 2020 - Gravadora: Universal Music Brasil - Formatos: CD | - Lançado de forma limitada no Brasil, contém todos os seis álbuns de estúdio do grupo e as três reedições em português. |

## Singles
| Ano                                                                                                   | Canção                     | Posições de pico nas tabelas musicais | Posições de pico nas tabelas musicais | Posições de pico nas tabelas musicais | Posições de pico nas tabelas musicais | Posições de pico nas tabelas musicais | Posições de pico nas tabelas musicais | Posições de pico nas tabelas musicais | Posições de pico nas tabelas musicais | Posições de pico nas tabelas musicais | Posições de pico nas tabelas musicais | Posições de pico nas tabelas musicais | Posições de pico nas tabelas musicais | Certificações  | Álbum                |
| Ano                                                                                                   | Canção                     | MEX                                   | BRA                                   | CHL                                   | COL                                   | CRC                                   | ESA                                   | EUA                                   | EUA Latin                             | GUA                                   | HON                                   | ROU                                   | VEN                                   | Certificações  | Álbum                |
| --- | -------------------------- | ------------------------------------- | ------------------------------------- | ------------------------------------- | ------------------------------------- | ------------------------------------- | ------------------------------------- | ------------------------------------- | ------------------------------------- | ------------------------------------- | ------------------------------------- | ------------------------------------- | ------------------------------------- | -------------- | -------------------- |
| 2004                                                                                                  | "Rebelde"                  | 1                                     | 63                                    | 1                                     | —                                     | —                                     | 1                                     | —                                     | 37                                    | 1                                     | —                                     | —                                     | 35                                    | - PMB: Ouro    | Rebelde              |
| 2004                                                                                                  | "Sólo quédate en silencio" | 2                                     | —                                     | 2                                     | —                                     | —                                     | 1                                     | —                                     | 2                                     | —                                     | 1                                     | —                                     | —                                     |                | Rebelde              |
| 2005                                                                                                  | "Sálvame"                  | 5                                     | 97                                    | 6                                     | 5                                     | 1                                     | 7                                     | —                                     | —                                     | 1                                     | 4                                     | —                                     | —                                     | - PMB: Ouro    | Rebelde              |
| 2005                                                                                                  | "Un poco de tu amor"       | —                                     | —                                     | —                                     | —                                     | —                                     | —                                     | —                                     | —                                     | 2                                     | —                                     | —                                     | —                                     |                | Rebelde              |
| 2005                                                                                                  | "Nuestro amor"             | 1                                     | —                                     | —                                     | —                                     | —                                     | —                                     | —                                     | 6                                     | 1                                     | 3                                     | 33                                    | —                                     |                | Nuestro amor         |
| 2005                                                                                                  | "Aún hay algo"             | —                                     | 5                                     | 20                                    | 17                                    | 6                                     | —                                     | —                                     | 24                                    | 5                                     | —                                     | —                                     | —                                     |                | Nuestro amor         |
| 2006                                                                                                  | "Tras de mí"               | —                                     | —                                     | —                                     | —                                     | —                                     | —                                     | —                                     | —                                     | 8                                     | —                                     | —                                     | —                                     |                | Nuestro amor         |
| 2006                                                                                                  | "Este corazón"             | —                                     | —                                     | —                                     | —                                     | —                                     | 4                                     | —                                     | 10                                    | 1                                     | 1                                     | —                                     | —                                     |                | Nuestro amor         |
| 2006                                                                                                  | "Ser o parecer"            | 4                                     | 62                                    | 2                                     | 5                                     | —                                     | 1                                     | 84                                    | 1                                     | 5                                     | —                                     | 10                                    | —                                     |                | Celestial            |
| 2006                                                                                                  | "Tu amor"                  | 2                                     | 63                                    | 39                                    | 2                                     | —                                     | —                                     | 65                                    | —                                     | —                                     | —                                     | —                                     | —                                     |                | Rebels               |
| 2006                                                                                                  | "Wanna Play"               | —                                     | —                                     | —                                     | —                                     | —                                     | —                                     | —                                     | —                                     | —                                     | —                                     | —                                     | —                                     |                | Rebels               |
| 2006                                                                                                  | "Money Money"              | —                                     | —                                     | —                                     | —                                     | —                                     | —                                     | —                                     | —                                     | —                                     | —                                     | —                                     | —                                     |                | Rebels               |
| 2007                                                                                                  | "Celestial"                | —                                     | —                                     | 8                                     | —                                     | —                                     | —                                     | —                                     | —                                     | —                                     | —                                     | —                                     | —                                     |                | Celestial            |
| 2007                                                                                                  | "Bésame sin miedo"         | —                                     | —                                     | —                                     | —                                     | —                                     | —                                     | —                                     | 30                                    | —                                     | —                                     | 36                                    | —                                     |                | Celestial            |
| 2007                                                                                                  | "Dame"                     | —                                     | —                                     | —                                     | —                                     | —                                     | —                                     | —                                     | 38                                    | —                                     | —                                     | —                                     | —                                     |                | Celestial            |
| 2007                                                                                                  | "Inalcanzable"             | 4                                     | —                                     | —                                     | 4                                     | 10                                    | 3                                     | —                                     | 6                                     | 5                                     | —                                     | 44                                    | 29                                    |                | Empezar desde cero   |
| 2008                                                                                                  | "Empezar desde cero"       | 9                                     | —                                     | 4                                     | —                                     | —                                     | 1                                     | —                                     | 42                                    | 2                                     | —                                     | —                                     | 1                                     |                | Empezar desde cero   |
| 2008                                                                                                  | "Y no puedo olvidarte"     | —                                     | —                                     | —                                     | —                                     | —                                     | 2                                     | —                                     | —                                     | —                                     | —                                     | —                                     | 103                                   |                | Empezar desde cero   |
| 2009                                                                                                  | "Para olvidarte de mí"     | 26                                    | —                                     | —                                     | —                                     | —                                     | —                                     | —                                     | —                                     | —                                     | —                                     | —                                     | —                                     |                | Para olvidarte de mí |
| 2020                                                                                                  | "Siempre he estado aquí"   | 11                                    | —                                     | —                                     | —                                     | —                                     | —                                     | —                                     | —                                     | —                                     | —                                     | —                                     | —                                     | - PMB: Platina | Não incluso em álbum |
| 2023                                                                                                  | "Cerquita de ti"           | —                                     | —                                     | —                                     | —                                     | —                                     | —                                     | —                                     | —                                     | —                                     | —                                     | —                                     | —                                     | - PMB: Ouro    | Não incluso em álbum |
| "—" denota itens que não conseguiram entrar nas tabelas musicais ou não foram lançados no território. |                            |                                       |                                       |                                       |                                       |                                       |                                       |                                       |                                       |                                       |                                       |                                       |                                       |                |                      |

| 2004                                                                                                  | "Liso, sensual"                                     | —  |             | Nuestro amor                     |
| 2005                                                                                                  | "Rebelde"                                           | —  |             | Rebelde (Edição Brasil)          |
| 2005                                                                                                  | "Fique em Silêncio"                                 | 1  |             | Rebelde (Edição Brasil)          |
| 2006                                                                                                  | "Salva-me"                                          | 69 |             | Rebelde (Edição Brasil)          |
| 2006                                                                                                  | "No pares"                                          | —  |             | Live in Hollywood                |
| 2006                                                                                                  | "México, México"                                    | —  |             | México, México                   |
| 2006                                                                                                  | "Nosso Amor"                                        | 21 |             | Nosso Amor Rebelde               |
| 2006                                                                                                  | "Venha de Novo O Amor"                              | —  |             | Nosso Amor Rebelde               |
| 2007                                                                                                  | "Ser Ou Parecer"                                    | —  |             | Celestial (Versão Brasil)        |
| 2008                                                                                                  | "Estar bien" (com a part. de Kudai e Eiza González) | —  |             | Empezar desde cero (Fan Edition) |
| 2023                                                                                                  | "S.H.E.A"                                           | —  | - PMB: Ouro | Não incluso em álbum             |
| "—" denota itens que não conseguiram entrar nas tabelas musicais ou não foram lançados no território. |                                                     |    |             |                                  |

| 2005                                                                                                  | "Otro día que va"                               | —  | —  | — | — | 6 | Rebelde                 |
| 2006                                                                                                  | "Enséñame"                                      | —  | —  | — | 4 | — | Rebelde                 |
| 2006                                                                                                  | "Me voy"                                        | —  | —  | — | — | 2 | Nuestro amor            |
| 2006                                                                                                  | "Atrás de Mim"                                  | —  | 63 | — | — | — | Nosso Amor Rebelde      |
| 2006                                                                                                  | "Lento" (Luny Tunes e Tainy com a part. de RBD) | 13 | —  | 9 | — | — | Mas Flow: Los Benjamins |
| 2007                                                                                                  | "No digas nada"                                 | —  | —  | — | — | 1 | Empezar desde cero      |
| 2008                                                                                                  | "Fui la niña"                                   | —  | —  | — | — | 1 | Empezar desde cero      |
| 2008                                                                                                  | "Llueve en mi corazón"                          | —  | —  | — | — | 1 | Empezar desde cero      |
| 2009                                                                                                  | "Esté donde esté"                               | —  | —  | — | — | 2 | Para olvidarte de mí    |
| "—" denota itens que não conseguiram entrar nas tabelas musicais ou não foram lançados no território. |                                                 |    |    |   |   |   |                         |

## Participações em álbuns
| Ano  | Canção                  | Álbum                    | Ref.   |
| ---- | ----------------------- | ------------------------ | ------ |
| 2006 | "Campana sobre campana" | Navidad con amigos       | [ 89 ] |
| 2007 | "Los peces en el río"   | Navidad con amigos       | [ 90 ] |
| 2008 | "Sinceridad"            | La música de los valores | [ 91 ] |